# Гатеевы
Гате́евы (осет. Гатетæ) — осетинская фамилия.

## Происхождение
Гатеевы вышли из горного селения Ход Алагирского ущелья. Некогда в Ходе жили пять братьев: Гате, Лола, Хаца, Солтан и Едза, от которых произошли фамилии Гатеевых, Лолаевых, Солтановых, Едзаевых.
После эпидемии холеры на Северном Кавказе во второй половине XVIII века, в Верхнем Ходе из фамилии Гатеевых выжили два человека: Гоц, мальчик 12 лет, и его тётя, которой на тот момент было 40 лет. Совет старейшин решил провести фиктивный обряд венчания мальчика и тети, чтобы сохранить фамилию и самого мальчика. С ним могла случиться любая беда: его могли угнать в батраки или убить, желая завладеть имуществом Гатеевых. Они прожили вместе около 20 лет. После смерти тети Гоц вновь женился. У него был только один наследник — сын Хазби. у Хазби было шестеро сыновей: Евджин, Сахмарза, Иналык, Тека, Газак, Дзахот.

## Расселение
На равнине Гатеевы поселились в разных районах Осетии: в городах Алагир, Дигора, в сёлах Садон, Ставд-Дурт, Кора-Урсдон, Карман-Синдзикау, Чикола. Сегодня Гатеевы проживают также в городах Москва, Санкт-Петербург, Волгоград, Астрахань, Армавир, Архангельск, Жигулёвск, Саратов, Казань, а также в ближнем и дальнем зарубежье.

## Генеалогия
Родственные отношения (осет. æрвадæлтæ) поддерживают с Лолаевыми, Солтановыми, Хадаевыми, Едзаевыми, Гатиевыми (из Чиколы).
| Компания | Антропоним               | Гаплогруппы (Y-ДНК # мтДНК) |
| -------- | ------------------------ | --------------------------- |
| Генотек  | Руслан Тохович Гатеев    | G2a1a1a1 # H27              |
| Генотек  | Алина Аркадьевна Гатеева | T2g1                        |

## Известные люди
- Борис Петрович Гатеев (1841—1879) — осетинский этнограф, автор труда «Суеверия и предрассудки осетин».[3]
- Георгий Османович Гатеев — доктор экономических наук.
- Осман Евгеньевич Гатеев — работал управляющим делами Совета Министров Со АССР.